# Zofia Bronikowska
Zofia Bronikowska z domu Wilson (ur. 22 stycznia 1912 w Czerniowcach, zm. 20 lipca 1958 w Nowym Targu) – polska pisarka,  autorka wierszy, sztuk teatralnych, słuchowisk radiowych przeznaczonych dla dzieci, członek Związku Literatów Polskich od 1948 r.

## Życiorys
Córka lekarza Ryszarda Wilsona, weterana Powstania Styczniowego i Zofii z Ruńków. W 1916 wraz z rodzicami przeniosła się do Oświęcimia. Tu uzyskała w 1930 maturę. Następnie studiowała medycynę na Wydziale Lekarskim Uniwersytetu Jagiellońskiego w Krakowie. W 1932 wyszła za mąż za Jana Bronikowskiego, oficera Wojska Polskiego. Do 1941 mieszkała w Oświęcimiu, skąd wysiedleni przez Niemców Bronikowscy, przenieśli się do Nowego Targu. Wówczas Zofia Bronikowska poświęcała więcej czasu twórczości literackiej. Debiutowała w 1943 wydanym przez Księgarnię A. Krzyżanowskiego w Krakowie tomikiem wierszy dla dzieci "Czarodziejski Kołowrotek".
Po zakończeniu wojny autorka zamieszkała w Katowicach i zajmowała się działalnością literacką. Od 1945 współpracując z Rozgłośnią Polskiego Radia Katowice, napisała ponad 20 słuchowisk, a także  z prasą oraz z  czasopismami młodzieżowymi.
W roku 1948 została członkiem ZLP.
„..Zofia Bronikowska zmarła w Nowym Targu 20 lipca 1958 roku. Jej utwory dla dzieci, pisane w latach okupacji i w pierwszych latach powojennych, posiadały duże walory społeczno-wychowawcze. Są znaczącym akcentem w dziejach polskiej literatury dziecięcej i młodzieżowej..”
„..Wiersze, oparte na takim porządku przewrotnie odwróconym, zbliżają poetkę do najlepszych utworów, tworzonych przez polskich bajkopisarzy — Jana Brzechwę i Juliana Tuwima. Tu ujawnia się prawdziwy potencjał poetycki Bronikowskiej: zabawa słowem, poparta umiejętnością reagowania na potrzeby dziecka - odbiorcy. Nawiązuje też do specyficznie pojętych mechanizmów psychologicznych, rządzących dziecięcą egzystencją: do antropomorfizacji i animizacji (rozumianych przez dziecko wedle reguły „wszystko jest takie jak ja”) oraz zawłaszczenia (co równoznaczne jest z przyjęciem założenia, iż „wszystko należy do mnie”). Dzięki temu młody odbiorca otrzymuje tekst mieszczący się w jego możliwościach recepcyjnych, bowiem ukazane realia literackie znakomicie korespondują z oczekiwaniami czytelniczymi ...”

## Twórczość[1]

### Książki dla dzieci
- „Czarodziejski kołowrotek”. (Wiersze dla dzieci). S.A. Krzyżanowski Kraków 1943
- „Siedmiomilowe buty”. (Wiersze dla dzieci). S.A. Krzyżanowski Kraków 1944
- „Poszedł Marek na jarmarek”. (Wiersze dla dzieci). S.A. Krzyżanowski Kraków 1944
- „Wiatr nastawia mikrofon”. (Wiersze dla dzieci). Wydawnictwo Księgarni Stefana Kamińskiego Kraków 1945
- „Uciekły mi bajki”. (Wiersze dla dzieci). Wydawnictwo „Śląsk” Katowice 1958
- „Pasikonik i biedronka”. (Wiersze dla dzieci). Biuro Wydawnicze „Ruch” Warszawa 1964

### Utwory teatralne
- "Jedziemy do Chin".  Sztuka w 3 aktach. Wyst. : w 1952 w Teatrze Młodego Widza w Sosnowcu.
- "Zwycięstwo". Sztuka w 3 aktach o tematyce górniczej. Wyst.: w 1952 w amatorskim zespole teatralnym kopalni "Mortimer" w Sosnowcu
- "Idzie Dziadzio Mróz". Widowisko Choinkowe w 2 aktach. Wyst.: w 1955 w Wojewódzkim Domu Kultury Związków Zawodowych w Katowicach.

### Słuchowiska
"Jak to z wioski Chudobrzuszki powypędzał wiatr leniuszki". Słuchowisko radiowe. Rozgłośnia Polskiego Radia w Katowicach 1956

### Rękopisy
- "Jaskółki". Powieść. Powst. około 1956-1957. Druk fragm.: Pogrzeb. "Panorama" 1956 nr 31 .
- "Kłopoty Mariana". Sztuka w 1 akcie. Powst. około 1948-1949 .
- "Małgosia w krainie rzeczywistości". Powst.około 1954-1955 .
- "Od pierwszych liter alfabetu". (Wiersze dla dzieci) .
- "Szklany pociąg". (Powieść dla młodzieży). Powst. około 1955

### Wiersze, opowiadania, artykuły publicystyczne, reportaże, felietony i recenzje
Wiersze, opowiadania, artykuły publicystyczne, reportaże, felietony i recenzje Zofii Bronikowskiej były drukowane:
a) w wydawnictwach zbiorowych
Budujemy miłej ojczyźnie dom. Zbiór wierszy patriotycznych i okolicznościowych dla dzieci i młodzieży. Kraków 1947; Kalendarz Górniczy. Katowice 1957; Kalendarz Śląski. Warszawa 1959; Nasi laureaci. Sylwetki laureatów nagród państwowych.Dział postępu technicznego. Katowice 1952; Lektury Przedszkolaka. Dla malucha, pod red. Hanny Zdzitowieckiej, 1992 Agencja Wydawnicza Liberal
b) w czasopismach:
Dziennik Polski (1945); Dziennik Zachodni z dod. Świat i Życie (1946-1949, 1954); Głos Ludu (Ostrawa, 1951); Głos Robotniczy (1946, tu opow.: Zgoda 1946 nr 359); „Iskierki” (1950-1951); „Kuźnica” (tu szkic: Książki dla dzieci 1946 nr 20); „Nauczyciel” (1956); „Nowy Nurt”  (1958); „Odrodzenie” (1946); „Panorama” (1956); Płomyczek (1957); „Poranek” (1946-1947); „Przemiany” (1956-1957); „Przyjaźń” (1949); „Przygoda” (1947); „Śląsk Lit.”  (1953, 1955, tu opow.: Zmiana 1953 nr 5, Fryda / III nagroda w 1954 na konkursie literackim WRN i Oddziału ZLP/  1955 nr 14/15 ); „Świt” (1946); Świerszczyk (1941-1951); „Trybuna Robotnicza”  z dod. ”Tryb. Tyg.” (1953-1956, 1958 tu w 1958 m.in. felietony z cyklu : Ludzkie sprawy; nadto: szkic: Pisarz w służbie najmłodszych 1953 dod. „Tryb. Tyg.”  nr 66,  opow. Uśmiech Eryki 1953 nr 303); „Tygodnik Społeczno-Kulturalny Katolików” (1957); „Wiadomości Hutnicze”  (1946-1947); „Wychowanie w Przedszkolu” (1957); „Wychowanie w Zespole” (1951);